# Friedrich Krupp AG
Die Fried. Krupp Aktiengesellschaft war ein deutsches Schwerindustrie-Unternehmen mit Sitz in Essen. Es stellte vor allem Schusswaffen, Kriegsschiffe, Panzer und andere Kriegsgeräte her, aber produzierte auch Stahl für andere Zwecke. Krupp war ein prominenter Produzent in beiden Weltkriegen. Es kollaborierte mit dem Nazi-Regime und profitierte von Zwangsarbeit.
Es entstand als Fried. Krupp AG am 1. Juli 1903 aus dem Krupp’schen Familienunternehmen ursprünglich gegründet 1811 und existierte zunächst bis zur Umfirmierung in eine Einzelfirma 1943. Die Schreibweise, die sich auf Aktien, Briefbögen usw. fand, lautete Fried. Krupp AG, niemals Friedrich Krupp AG. Von 1968 bis 1991 hieß sie Friedrich Krupp GmbH. Nach dem Erwerb der Mehrheit an der Hoesch AG erfolgte im März 1992 eine erneute Umwandlung in Fried. Krupp AG und nach der Aufnahme der Hoesch AG wurde im Dezember 1992 die Firma in Fried. Krupp AG Hoesch-Krupp geändert. Seit der Fusion mit der Thyssen AG am 17. März 1999 ist das Unternehmen Teil der thyssenkrupp AG.

## Unternehmensgeschichte

### Entwicklung des Familienunternehmens

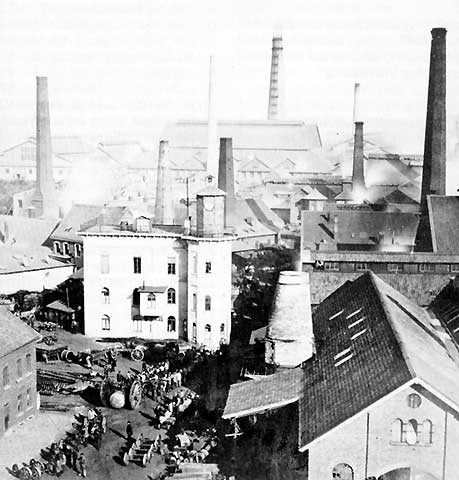
Krupp-Werke in Essen 1864

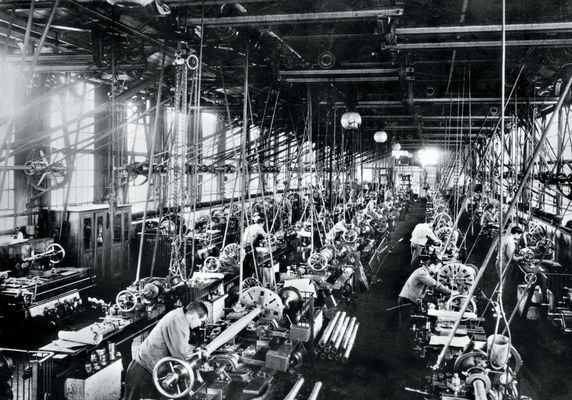
Zerspanende Werkstatt um 1900

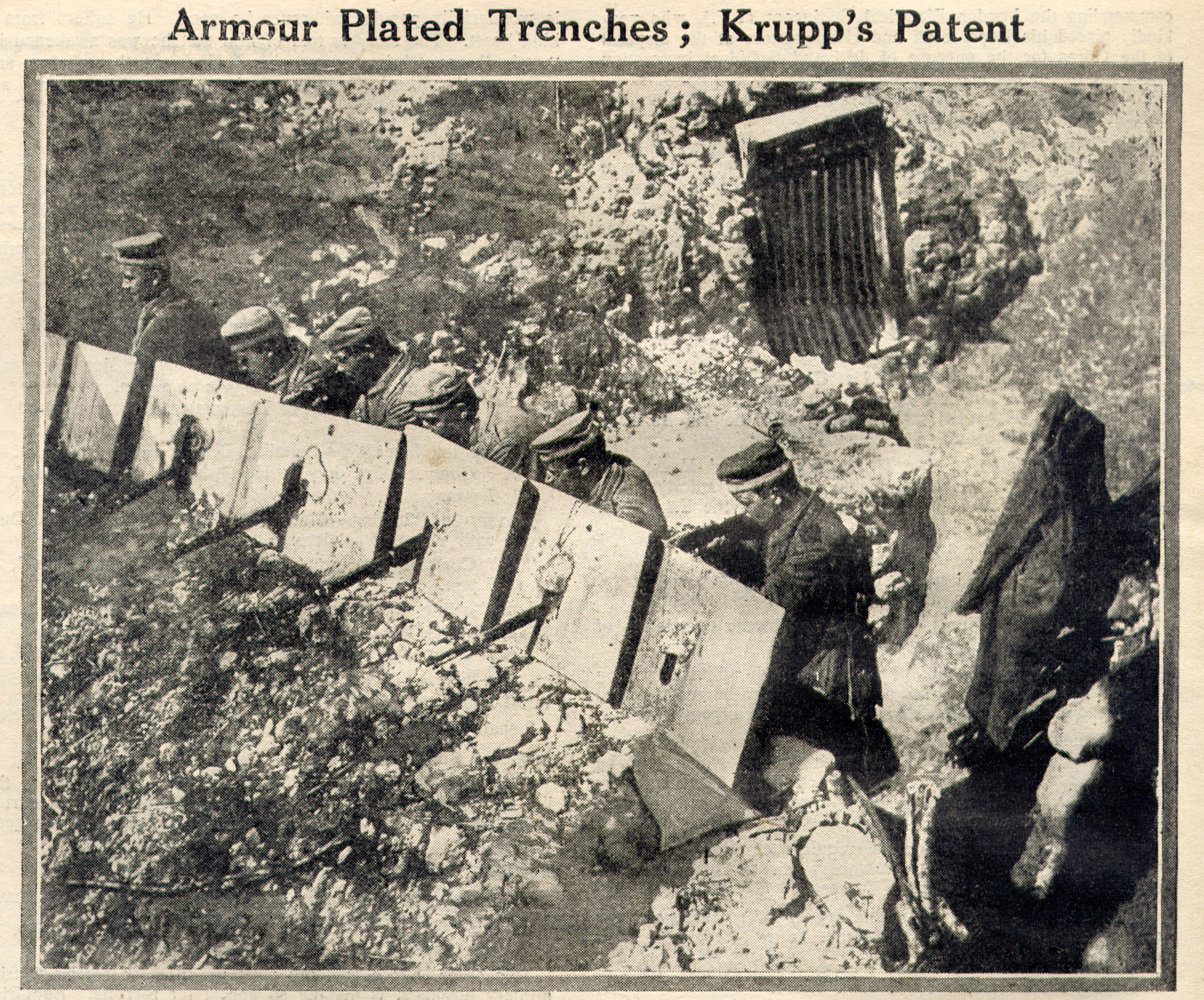
Im Schützengraben schießen Soldaten durch vorbereitete Löcher in Krupp-Metallplatten (1915)

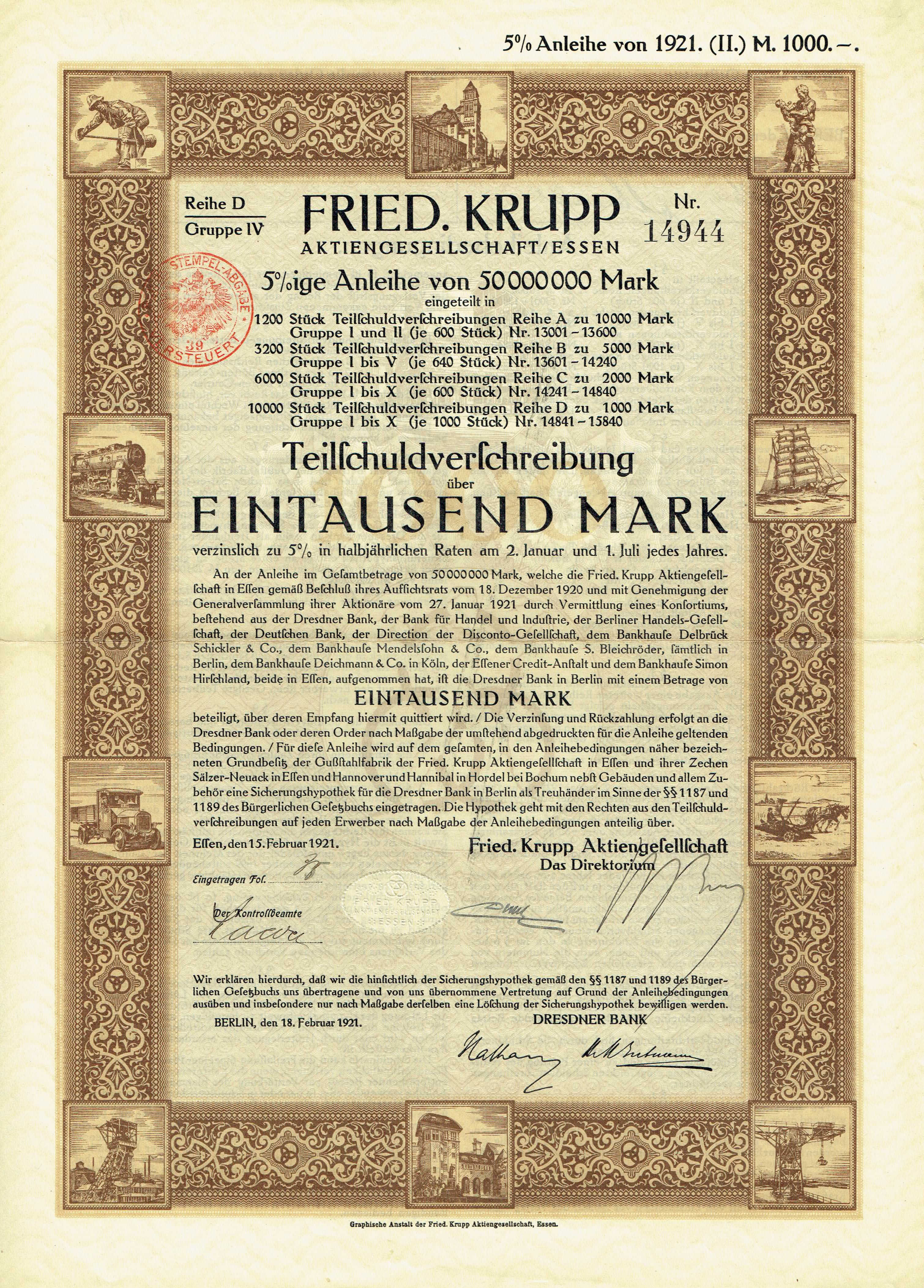
5-%-Teilschuldverschreibung über 1000 Mark der Fried. Krupp AG vom 15. Februar 1921

Die Vorgeschichte der Fried. Krupp AG begann Anfang des 19. Jahrhunderts mit der Herstellung von Gussstahl in der Stadt Essen, gelegen in der damaligen preußischen Rheinprovinz. Hier gründete Friedrich Krupp am 20. November 1811 zusammen mit den Brüdern Georg Karl Gottfried und Wilhelm Georg Ludwig von Kechel die Firma Friedrich Krupp zur Verfertigung des Englischen Gussstahls und aller daraus resultierenden Fabrikationen, aus der die Krupp-Gussstahlfabrik hervorging. Als es zu Problemen mit den beiden Teilhabern kam, erreichte Friedrich Krupp 1816 gerichtlich, zum Alleininhaber zu werden.
Nach Friedrich Krupps Tod 1826 führte zunächst seine Ehefrau Theresia Krupp das Unternehmen. Der gemeinsame Sohn Alfred Krupp begann etwa ab 1830 den weiteren Ausbau der Firma zum zeitweise größten Industrieunternehmen Europas. Vor allem die Entwicklung des nahtlos gewalzten Radreifens, aber auch erste Produkte im Militärbereich trugen in der Mitte des 19. Jahrhunderts zum weltweiten Erfolg des Unternehmens bei.
Nach Alfred Krupps Tod 1887 übernahm dessen Sohn Friedrich Alfred Krupp. Er war mit Margarethe Freiin von Ende verheiratet und hatte mit ihr zwei Töchter. Er verstarb 1902 ohne männlichen Erben. In seinem Testament verfügte er deshalb, dass das Unternehmen in eine Aktiengesellschaft umgewandelt werden sollte. Die ältere Tochter Bertha erbte im Alter von 16 Jahren das Unternehmen durch Fideikommiss, das auch für die folgenden zwei Generationen verbindlich sein sollte. Ihre Mutter Margarethe vertrat die Erbin bis zur Volljährigkeit im Jahre 1907 treuhänderisch.
Friedrich Alfred Krupps Testament wurde durch Ernst Theodor Haux und Gustav Hartmann vollstreckt. Die Aufgabe der Umwandlung in eine Aktiengesellschaft entfiel hauptsächlich auf Gustav Hartmann, da zwischen den Familien Krupp und Hartmann eine jahrelange geschäftliche und familiäre Verbindung bestanden hatte. So hatte Gustav Hartmanns Tochter Elisabeth 1891 den Bruder von Margarethe Krupp geheiratet. Außerdem hatte Gustav Hartmann bereits 1870 die Umwandlung der Firma seines Vaters in eine Aktiengesellschaft miterlebt (Sächsische Maschinenfabrik vormals Richard Hartmann AG). Geburtsstunde der Fried. Krupp AG war der 1. Juli 1903, als unter seiner Leitung 160.000 Aktien ausgegeben wurden, die aber nie an der Börse gehandelt wurden: Die ältere Tochter Bertha bekam 159.996 Aktien und erbte somit das Unternehmen. Entsprechend der aktienrechtlichen Vorschrift, dass eine Aktiengesellschaft mindestens fünf Aktionäre haben müsse, ging jeweils eine Aktie an die Mitglieder des Aufsichtsrats. Dies waren besagter Kommerzienrat Gustav Hartmann, der auch den Vorsitz des Aufsichtsrats übernahm, der ehemalige Staatsminister Carl von Thielen, der Rechtsanwalt Krupps, Justizrat August von Simson, sowie der Bankier Ludwig Delbrück.
Nach Berthas Heirat mit Gustav von Bohlen und Halbach 1906 wurde dieser Mitglied des Aufsichtsrats der Fried. Krupp AG und übernahm 1909 von Gustav Hartmann den Vorsitz im Aufsichtsrat, den er danach bis 1943 innehatte. In der Funktion als Vorsitzender des Direktoriums für Finanzwesen ab 1. Oktober 1909 bis 1918 führte jedoch Alfred Hugenberg den Rüstungskonzern durch den Ersten Weltkrieg. Hugenberg wurde später Adolf Hitlers erster Wirtschafts- und Landwirtschaftsminister im Kabinett 1933.
Auf den Ersten Weltkrieg waren die Krupp-Werke gut vorbereitet. Kuno von Westarp, Mitglied einer parlamentarischen Untersuchungskommission zur Untersuchung der Rüstungsspekulation, war überrascht von dem Ausmaß der eigenmächtigen Vorbereitungen für den Kriegsfall, die das angesetzte Kriegssoll bei weitem übertrafen. Im Krieg profitierte die Firma laut Willi A. Boelcke von äußerst ergiebigen Gewinnen. Der durchschnittliche Reingewinn stieg von 31,625 Millionen Mark in der Vorkriegszeit, auf 86,467 Millionen Mark 1915/16 und 79,659 Millionen Mark 1916/17.

### Zeit des Nationalsozialismus
Krupp konnte bereits im Jahre 1933 wieder Kriegsgerät in großem Umfang für die Wiederaufrüstung produzieren. Dies war möglich, da Krupp „ohne staatlichen Auftrag Gefolgschaft, Werkstätten und Erfahrungen von 1918 bis 1933 durchgehalten und hierfür nicht nur die gesamten Gewinne aus seinen Kohlengruben, Stahlwerken [...] sondern große stille Reserven“ aufgezehrt habe, wie es in einem im Krupp-Prozess der Anklage vorgelegten Aktennotiz der Firma Krupp vom Juli 1940 hieß.
Direktor und Leiter aller Werke war ab 1938 der Metallurg Friedrich Badenheuer (1902–1965).

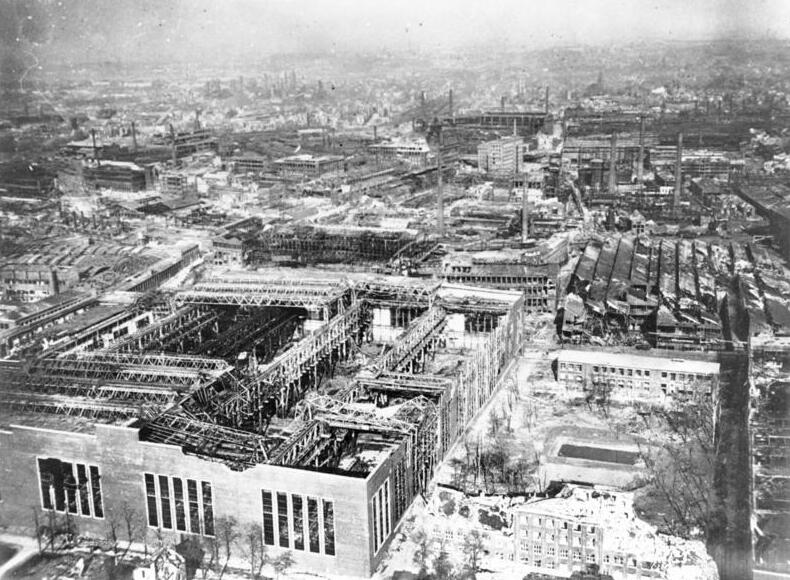
Luftaufnahme der zerstörten Krupp-Werke in Essen, 1945

Während des Zweiten Weltkrieges beschäftigte Krupp Zwangsarbeiter. Aufgrund der stetigen Fluktuation ist eine Gesamtzahl nicht zu ermitteln. Der höchste Personalstand an Kriegsgefangenen und ausländischen Zivil- bzw. Zwangsarbeitern zu einem Stichtag lag am 1. Januar 1943 bei ungefähr 25.000. Im Frühsommer 1944 forderte das Unternehmen, nachdem keine Kriegsgefangenen und ausländischen Zivilarbeiter mehr zur Verfügung standen, die Zuteilung von 2000 männlichen KZ-Häftlingen zur Arbeit an. Dem wurde im Juni entsprochen, aber stattdessen wurden der Firma jüdische Frauen zugesagt, die man zuvor, meist aus Ungarn, in das KZ Auschwitz-Birkenau deportiert hatte. Von einer Krupp-Delegation aus Personalverwaltung und Betriebsführung wurden daraufhin 500 rund zwanzigjährige junge Frauen ausgewählt. Hinzu kamen noch 20 sogenannte Funktionshäftlinge. Alle Frauen wurden im August in das KZ-Außenlager Humboldtstraße des KZ Buchenwald in Essen-Fulerum verbracht (offiziell: SS-Arbeitskommando Fried. Krupp, Essen). Die Arbeitskräfte wurden in verschiedenen Krupp-Betrieben eingesetzt.
1942 übertrug Gustav von Bohlen und Halbach aus gesundheitlichen Gründen die Leitung der Firma an seinen Sohn Alfried Krupp von Bohlen und Halbach. Am 12. November 1943 erließ Adolf Hitler eigens ein Reichsgesetz, die sogenannte Lex Krupp, mit dem der Konzern von einer Aktiengesellschaft in ein Familienunternehmen mit besonders geregelter Nachfolge umgewandelt wurde. Mit diesem Gesetz wurde es der Firma (bzw. der Familie) Krupp ermöglicht, 400 Millionen Reichsmark an Erbschaftsteuer zu sparen. Rechtlich gesehen endete somit vorerst 1943 die Existenz der Fried. Krupp AG.
1943 wurde ein Teil der kriegswichtigen Rüstungsproduktion von Krupp in die Räume der Maschinenfabrik Johannisberg in Geisenheim ausgelagert. Um den kriegsbedingten Arbeitermangel auszugleichen, wurde 1944 in Geisenheim ein Außenlager des KZ Natzweiler-Struthof errichtet, in dem 200 Arbeiterinnen, überwiegend polnische Jüdinnen, untergebracht wurden. Am 18. März 1945 wurde das Lager geräumt und die Frauen in das Dachauer KZ-Außenlager München-Allach verbracht.
Die gelegentlich angeführte Zünderfabrik bei Auschwitz war zwar von der Firma Krupp geplant, und es waren auch schon zwei Millionen Reichsmark für den Bau bewilligt, aber ab 1943 produzierte die Firma Weichsel-Metall-Union Sils und Co. dort. Die Zünderproduktion wurde stattdessen in Wüstegiersdorf im damaligen Schlesien mit 250 Häftlingsfrauen des KZ-Auschwitz, nach Auslagerung aus Essen, verwirklicht. Im Dezember 1944 beschäftigte die Firma Krupp hier 224 Kriegsgefangene, 1029 ausländische Zwangsarbeiter, zudem 200 ungarische und kroatische weibliche KZ-Häftlinge.
Während des Zweiten Weltkriegs wurden weite Teile des Betriebsgeländes in Essen durch alliierte Luftangriffe auf das Ruhrgebiet zerstört. Zur Abwendung und Täuschung alliierter Luftangriffe betrieb die Luftwaffe auf dem Rottberg bei Velbert eine Nachtscheinanlage.

### Nachkriegszeit
Nach Kriegsende konnte Gustav Krupp von Bohlen und Halbach im Rahmen der Nürnberger Prozesse aus gesundheitlichen Gründen nicht mehr abgeurteilt werden. Sein Sohn Alfried wurde 1948 im sogenannten Krupp-Prozess zu zwölf Jahren Haft verurteilt sowie zehn von elf mit ihm angeklagte Manager. Sie wurden allesamt mit einer Ausnahme im Zeitraum bis 1952 begnadigt.
Während der Haft des designierten Unternehmensnachfolgers Alfried Krupp von Bohlen und Halbach vertrat sein Bruder Berthold von Bohlen und Halbach zeitweilig die Familieninteressen, weil sein Vater Gustav nach mehreren Schlaganfällen bettlägerig krank war und seine Mutter Bertha ihm Generalvollmacht übertragen hatte. Bei Alfrieds vorzeitiger Haftentlassung im Februar 1951 holte ihn sein Bruder Berthold am Landsberger Gefängnistor ab.
Der freigelassene Alleininhaber Alfried Krupp von Bohlen und Halbach wollte danach bei der Wahrnehmung seiner Gesamtinteressen einen Vertrauten an seiner Seite haben, der nicht zur Familie gehört. Daraufhin trat Berthold Beitz 1953 in das Unternehmen ein und wurde Generalbevollmächtigter des Konzernchefs. Nach Krupps Tod 1967 wurde 1968 die Rechtsform der Firma in eine Gesellschaft mit beschränkter Haftung geändert. Das Stammkapital der Fried. Krupp GmbH betrug 500.000.000 DM. Da Alfrieds Sohn Arndt auf sein Erbe an der Firma verzichtete, wurde die neu gegründete gemeinnützige Alfried Krupp von Bohlen und Halbach-Stiftung alleiniger Gesellschafter der GmbH. Somit ging der Krupp-Konzern 1968 vollständig in den Besitz der Stiftung über. Berthold Beitz leitete die Gründung der Stiftung und wurde Vorsitzender des Kuratoriums der Stiftung bis zu seinem Tod 2013. Von 1970 bis 1989 war Beitz Vorsitzender des Aufsichtsrates bei Krupp, danach Ehrenvorsitzender.
Nachdem sich am 17. Juli 1974 die staatliche National Iranian Steel Industries Company zu 25,04 Prozent zunächst an der Tochtergesellschaft Fried. Krupp Hüttenwerke AG beteiligt hatte, beteiligte sich der Staat Iran unter Schah Mohammad Reza Pahlavi 1976 ebenfalls mit 25,01 Prozent an der Obergesellschaft Fried. Krupp GmbH. Das Angebot deutscher Banken wurde abgelehnt, um eine damit verbundene Bedingung, Sitze im Aufsichtsrat an die Banken abzugeben, zu umgehen. Im Zuge der Islamischen Revolution erwirkte die US-amerikanische Citibank im Dezember 1979 beim Amtsgericht Essen einen Pfändungsbeschluss für die iranischen Anteile an der Fried. Krupp GmbH. Erst zuvor im November hatte die US-Bank Morgan Guaranty Trust Company Pfändungen veranlasst.

### Fusionen mit Hoesch und Thyssen
1986 berief Berthold Beitz Gerhard Cromme dazu, die Vorbereitungen zur Zusammenführung der Unternehmen der Industriedynastie Krupp unter der Firma ThyssenKrupp AG zu treffen. Bis zum Herbst 1991 erwarben die Fried. Krupp GmbH und von ihr beauftragte Finanzinstitute verdeckt Aktien der Hoesch AG in Dortmund. Am 10. Oktober 1991 machte die Fried. Krupp GmbH publik, dass sie 24,9 % am Grundkapital der Hoesch AG erworben habe und eine Fusion beider Unternehmen beabsichtige. Im März 1992 wurde die Fried. Krupp GmbH wieder in eine Aktiengesellschaft umgewandelt, um den Zusammenschluss mit der Hoesch AG nach der feindlichen Übernahme rechtlich zu vereinfachen. Die neu gegründete Fried. Krupp AG fusionierte am 8. Dezember 1992 mit der Hoesch AG im Wege der Verschmelzung durch Aufnahme gem. § 2 des Umwandlungsgesetzes. Das heißt, durch die Fusion wurde kein neues Unternehmen gegründet, sondern das Vermögen der Hoesch AG wurde als Ganzes auf die Fried. Krupp AG übertragen. Anschließend wurde im Dezember 1992 der Firmenname in Fried. Krupp AG Hoesch-Krupp geändert. Sitz des fusionierten Unternehmens waren sowohl Essen, als auch Dortmund. Dieser Doppelsitz und die Ergänzung des Firmennamens durch den Zusatz „Hoesch-Krupp“ sollte Aktionäre, Kunden und gesellschaftliche Gruppen auf die Wurzeln des erweiterten Unternehmens hinweisen und zur Identifikation und Integration der Hoesch-Mitarbeiter beitragen. Die ThyssenKrupp AG entstand schließlich am 17. März 1999 aus der Fusion der Thyssen AG mit Fried. Krupp AG Hoesch-Krupp.
2004 wurden auf Druck der USA Beteiligungen durch die iranische Holding Ific an der mittlerweile fusionierten ThyssenKrupp AG von 7,8 auf 4,5 Prozent reduziert und zum vierfachen Preis des damaligen Marktwerts zurückgekauft. Der iranische Außenhandelsgesandte Mohammad-Mehdi Navab-Motlagh wurde nicht mehr zur Wiederwahl im Aufsichtsrat im Januar 2005 aufgestellt.

## Krupp Produkte

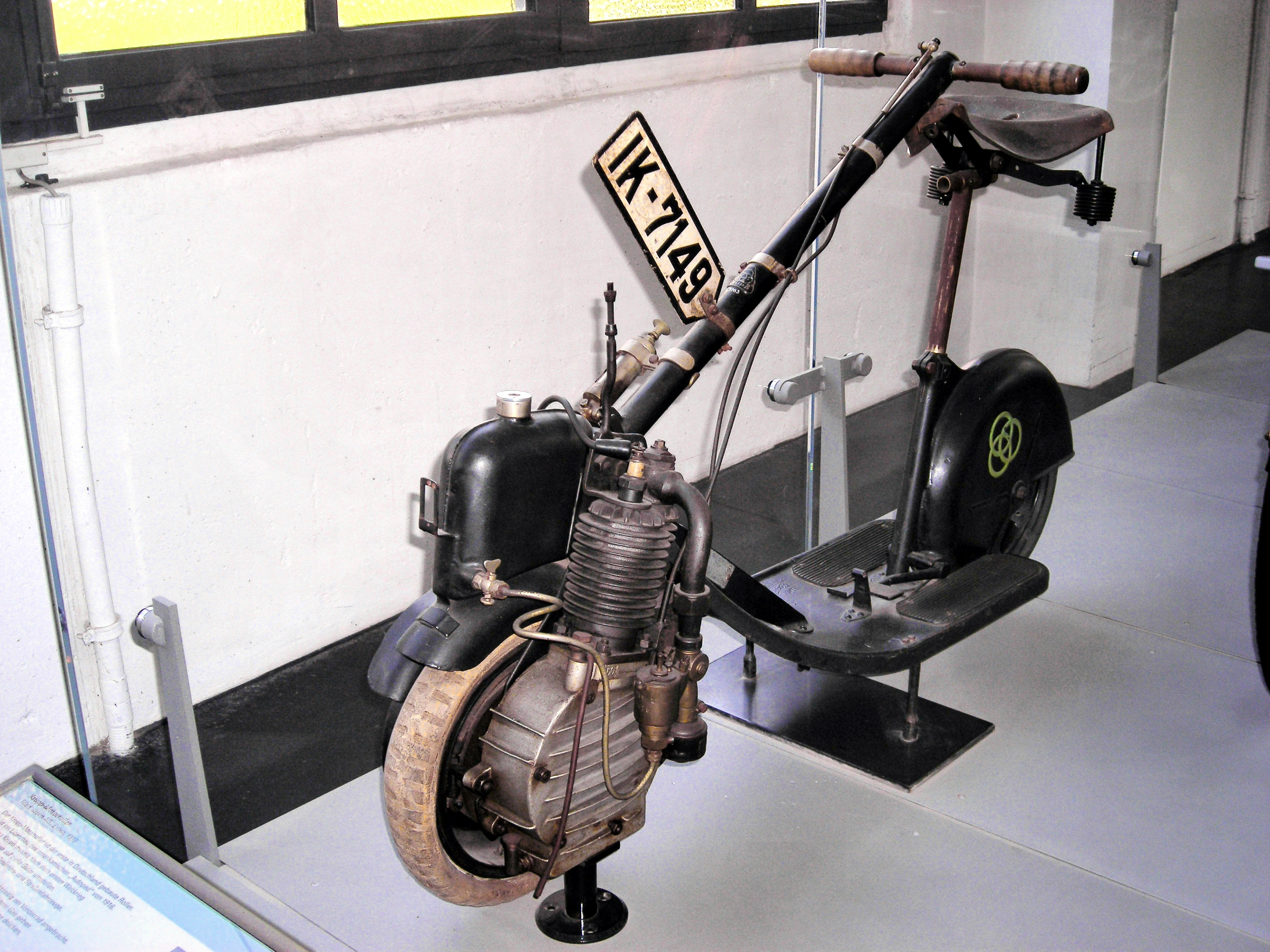
Krupp-Motorroller mit Frontantrieb

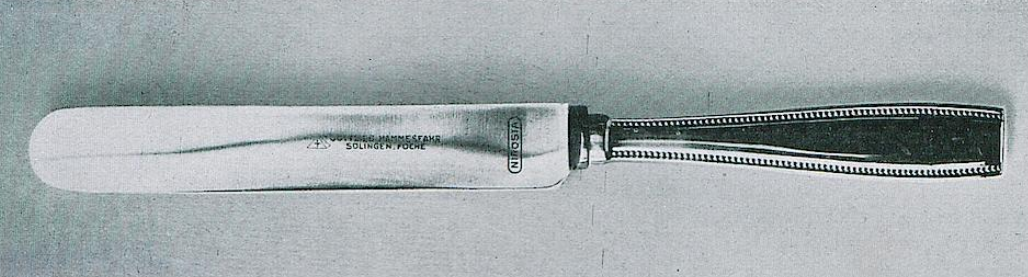
Tafelmesser aus Kruppstahl geschmiedet von Hammesfahr in Solingen 1927

Stellte Krupp ursprünglich hauptsächlich Stahlprodukte her und war im deutschen Kaiserreich ein wesentlicher Rüstungskonzern, untersagte der Vertrag von Versailles nach Ende des Ersten Weltkriegs die Herstellung von Rüstungsgütern fast vollständig, so dass die Produktion umgestellt werden musste. Der dadurch und durch Demontagen sowie durch die allgemeine politisch-wirtschaftliche Situation (Ruhrbesetzung, Inflation) in Schwierigkeiten geratene Konzern konnte durch Straffung der Weiterverarbeitungsbetriebe und durch Ausbau der Edelstahlerzeugung stabilisiert werden. 1926 brachte Krupp das WIDIA-Hartmetall auf den Markt, das durch seine Härte und Verschleißfestigkeit einen entscheidenden Fortschritt in der Werkzeugtechnik einleitete. 1919 neu aufgenommene Fertigungsbereiche, z. B. der Bau von Lokomotiven, Lastwagen, Landmaschinen und Baggern, zeigten erste Erfolge. Krupp wagte sich auch auf ganz neue Märkte und ging z. B. 1920 mit dem Dresdner Unternehmen Ernemann eine Interessengemeinschaft ein, aus der die „Krupp-Ernemann Kinoapparate G.m.b.H.“ entstand, die sich mit der Herstellung und dem Verkauf von Filmprojektoren beschäftigte. Nach 1933 wurde Krupp eng in die nationalsozialistische Wirtschaftspolitik eingebunden. Die erhöhte Nachfrage nach Walzwerkserzeugnissen, vor allem für den Autobahnbau, förderte die Expansion der Eisenbauwerkstätten in Rheinhausen. Der Bau von Lokomotiven, Lastkraftwagen und Schiffen wurde verstärkt vorangetrieben. Parallel hierzu nahm Krupp erneut die Rüstungsproduktion auf und produzierte neben Panzern, Artillerie und U-Booten u. a. dreiachsige Radfahrzeuge, die inoffiziell als Krupp-Protze bezeichnet wurden.
Am Ende des Zweiten Weltkrieges waren große Teile der Werksanlagen zerstört. Andere Konzernteile, wie z. B. die Germaniawerft oder das 1929 in Betrieb genommene Hüttenwerk in Essen-Borbeck, gingen durch anschließende Demontage verloren und z. B. das Grusonwerk in Magdeburg fiel unter die von den Siegern verfügte Enteignung. Zudem wurden die zur Firma Krupp gehörenden Hütten- und Bergwerke abgetrennt und von den Alliierten unter eine Verkaufsauflage gestellt, so dass dem Konzern die Rohstoff- und vor allem die so wichtige Stahlbasis fehlten. Diese Verkaufsauflage wurde jedoch nur zu einem geringen Teil erfüllt und erlosch im Juli 1967 nach dem Tod von Alfried Krupp von Bohlen und Halbach. Unter maßgeblichem Einfluss des 1953 berufenen persönlichen Generalbevollmächtigten Berthold Beitz entstand aus den verbliebenen Verarbeitungsbetrieben in den Folgejahren ein neu strukturierter Konzern, dessen Strategie es war, durch ein möglichst vielfältiges Produktprogramm die Krisenfestigkeit und Kontinuität der Beschäftigung zu gewährleisten. So kamen der Bereich Industrieanlagen sowie die 1961 in Brasilien eröffnete Gesenkschmiedeteile für Motoren und Fahrzeuge hinzu, und der Maschinenbau erhielt ein größeres Gewicht, u. a. durch den Erwerb der Aktienmehrheit an der Atlas-Werke AG mit der MaK Maschinenbau GmbH. Auf der anderen Seite wurden traditionsreiche, jahrzehntelang bestehende Bereiche geschlossen. So wurde 1968 die Produktion der Lkw und Omnibusse mit Aufgabe der Fried. Krupp Motoren- und Kraftwagenfabriken (Krupp Krawa) eingestellt und 1997 mit Aufgabe der Lokomotiv- und Waggonbaufabrik der Eisenbahnbau. 1969 wurden die Kohlebergwerke aus dem Konzern ausgegliedert und in die Ruhrkohle AG eingebracht. 1974 trennte man sich von der 1868 gegründeten Konsumanstalt. Die Tochtergesellschaft Krupp Stahl AG übernahm 1983 45 Prozent der Anteile an dem Stahlunternehmen Wuppermann in Leverkusen und kaufte 1990 von der Treuhand das Kaltwalzwerk Oranienburg, das damals als modernstes Kaltwalzwerk in Europa galt. Sie schloss das Werk 1993 entgegen Zusagen, die sie der Treuhand im Kaufvertrag gemacht hatte.
Die Bilder zeigen einige von Krupp Krawa bis 1968 gefertigte Lastkraftwagenmodelle und Omnibusse.

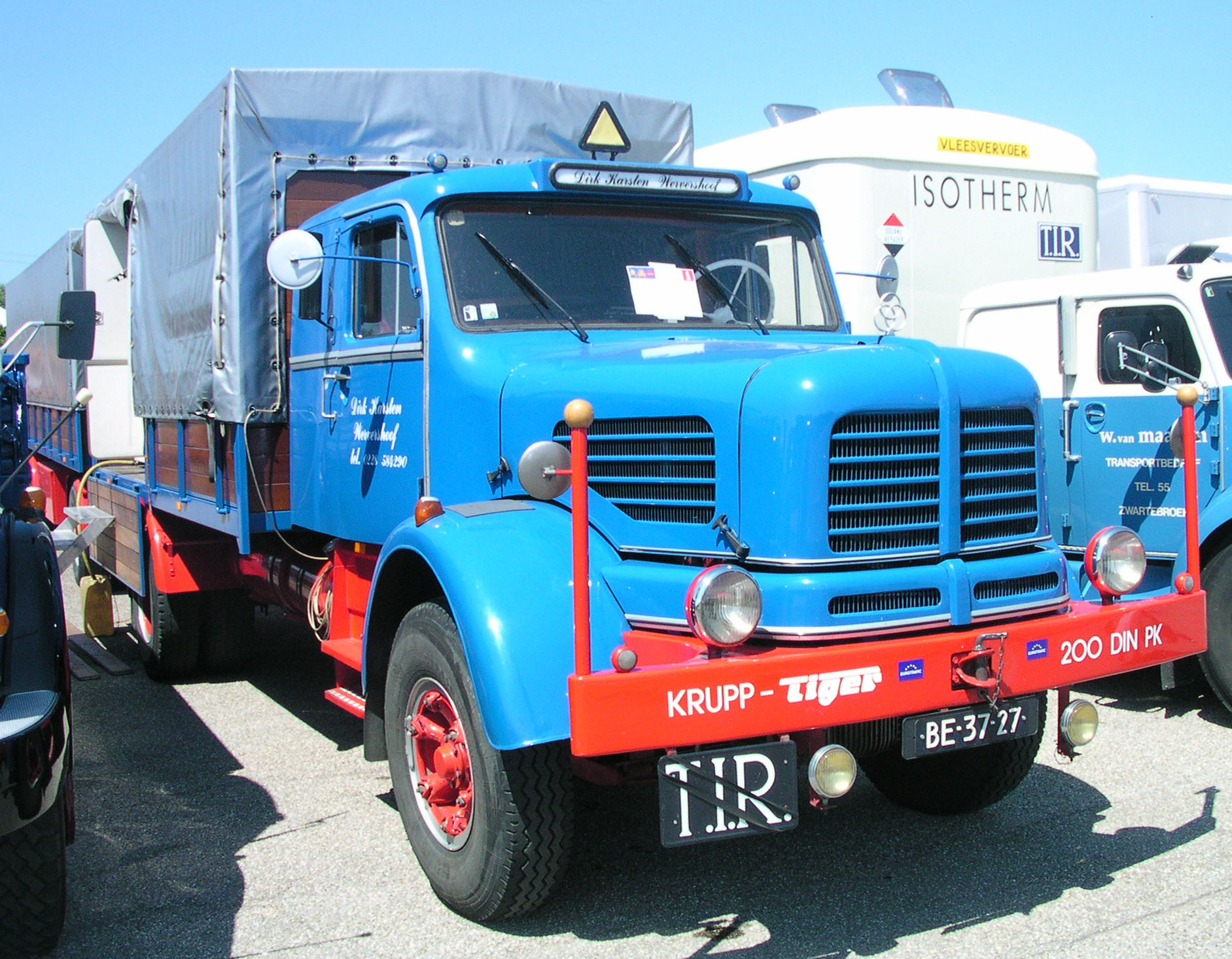
Krupp Tiger Doppelkabine
- Krupp Omnibus 1933
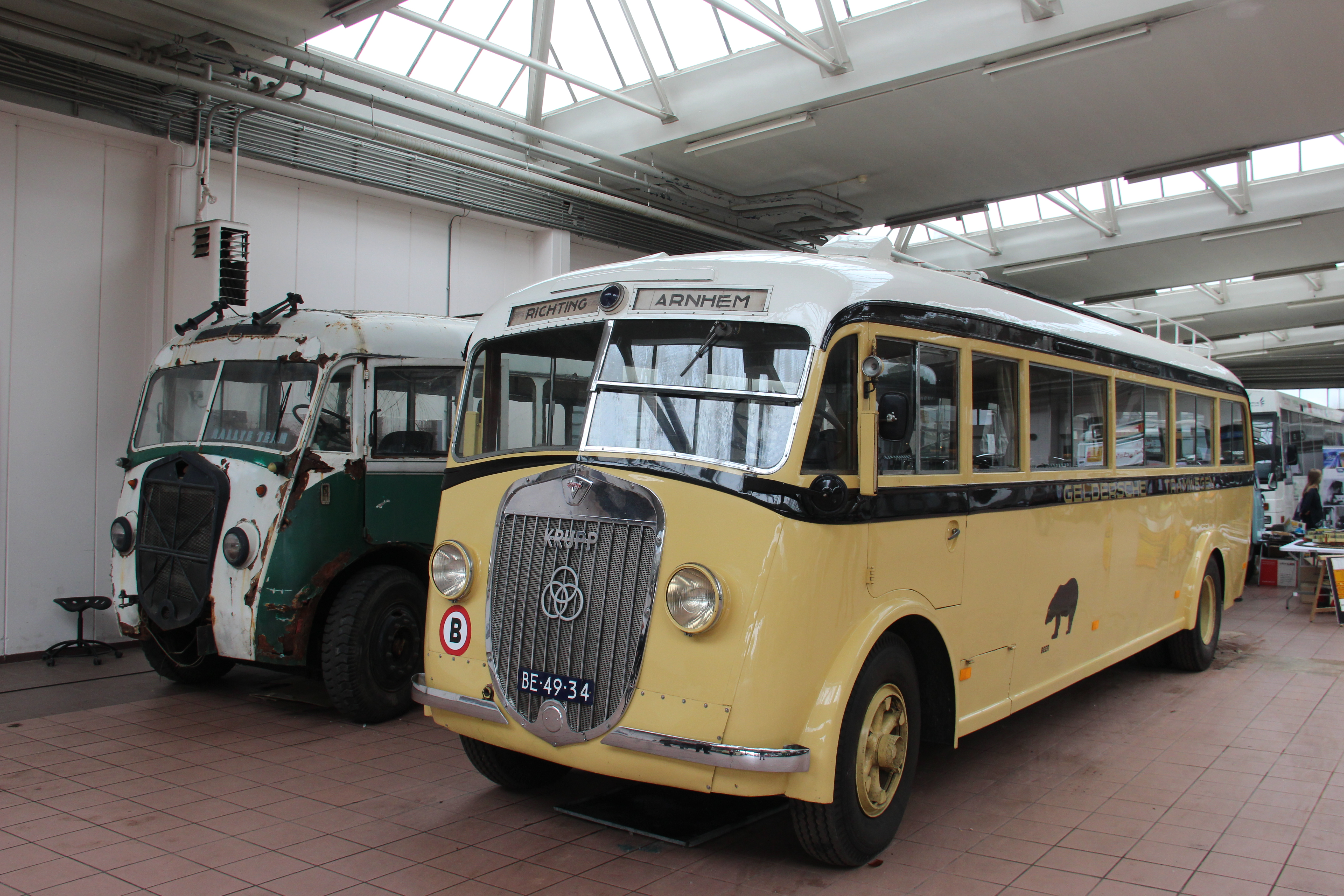
Krupp Omnibus Typ GTW 119  in den Niederlanden.
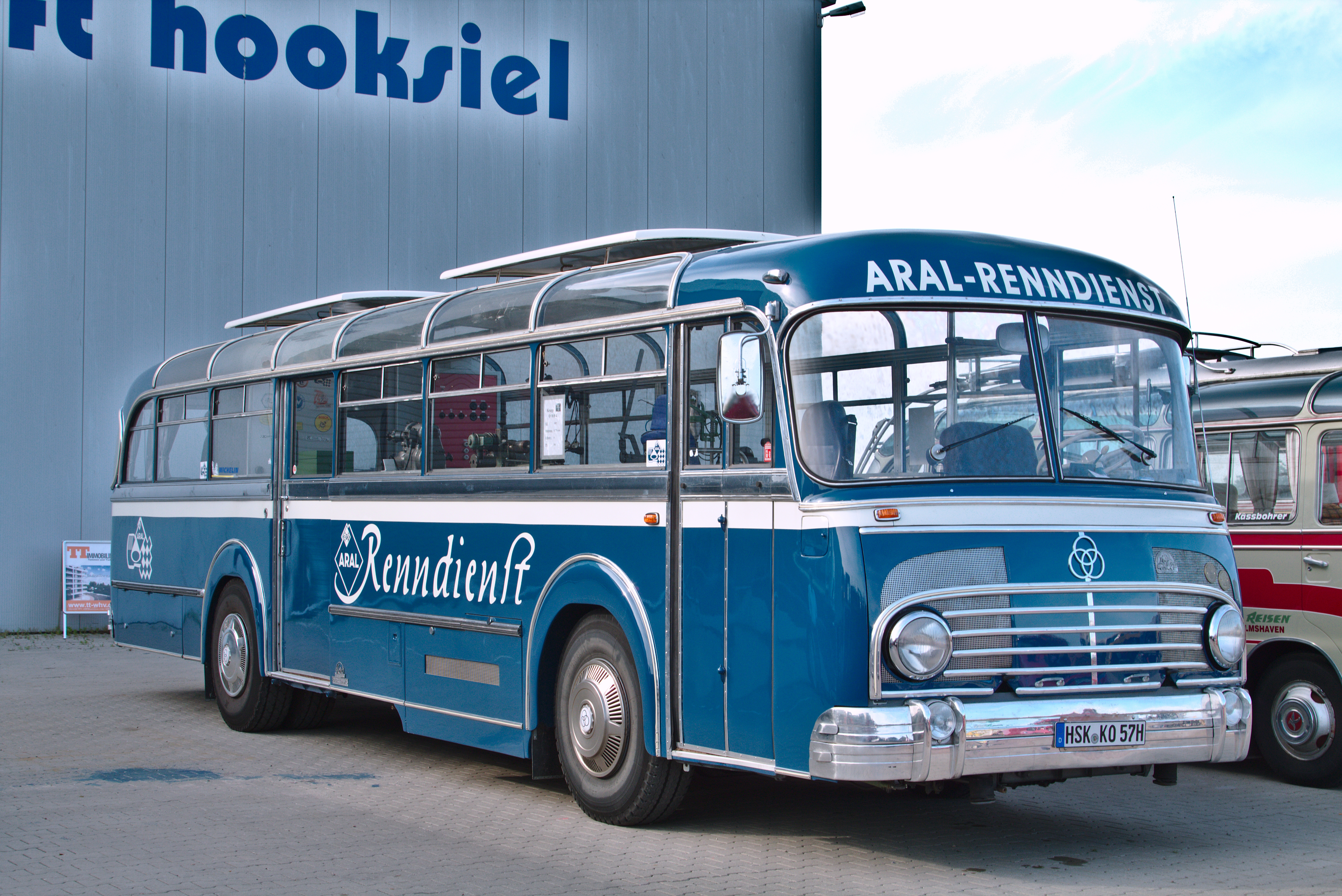
Krupp Omnibus Typ O 10 F4 (1957) beim Aral-Renndienst.

Laut dem Geschäftsbericht 1997 gliederte sich der Konzern nach der Fusion mit Hoesch im Jahre 1992 und vor der Fusion mit Thyssen im Jahre 1999 in die sechs Bereiche Industries, Anlagenbau, Automotive, Nirosta, Trading und weitere Konzernunternehmen und Beteiligungen (Stand Mai 1998). Die folgende Übersicht zeigt die enorme Breite der hergestellten und angebotenen Produkte des Konzerns. In dieser Übersicht fehlt der Bereich Qualitätsstahl-Flach, da die Krupp Hoesch Stahl AG zum 1. April 1997 mit den Qualitätsstahl-Flach-Aktivitäten von Thyssen zusammengelegt wurde und die Fried. Krupp AG Hoesch-Krupp an dem neu gegründeten Unternehmen Thyssen Krupp Stahl nur zu 40 % beteiligt war.
Produkte des Geschäftsbereichs Industries:
Kunststoff- und Elastomertechnik (u. a. Kunststoffblasformmaschinen, Gummi- und Reifenmaschinen. Kunststoffaufbereitungsmaschinen, Großwälzlager, Laufwerke und Komponenten für raupengetriebene Erdbewegungsmaschinen, Hydraulik- und Druckluftwerkzeuge),
Stahl- und Metallverarbeitung (u. a. Mittelband und Breitflachstahl, Stahlspundwände, Stabstahl und Walzdraht, Nickel sowie Münzen und Münzrohlinge),
Bauprodukte und -systeme (u. a. Garagentore und Industrietore, Trapezprofile und Sandwichelemente, Brücken- und Stahlhochbau).
Produkte des Geschäftsbereichs Anlagenbau:
Tagebausysteme zur Gewinnung von Braunkohle und anderen Rohstoffen,
Engineering, Produkte und Service für die Zement- und Grundstoffindustrie,
Planung und Bau von Chemie und Industrieanlagen,
Anlagen und Komponenten für die Zement- und Zuckerindustrie, für den Bergbau und Massengüterumschlag.
Produkte des Geschäftsbereichs Automotive:
Fahrwerk (u. a. Federn und Federelemente, Stoßdämpfer und Federbeine, Sphärogussteile),
Structural Components (u. a. Großwerkzeugbau, Entwicklung und Fertigung von Teilen und Baugruppen für Chassis und Radaufhängung, Komponenten für die Automobilindustrie),
Antriebsstrang und Lenkung (u. a. Kurbelwellen und Gesenkschmiedestücke, gebaute Nockenwellen, Lenkwellen, komplette Lenksäulen, Systeme/Dienstleistungen),
Produkte des Geschäftsbereichs Nirosta:
insbesondere Flachprodukte aus nichtrostenden, säure- und hitzebeständigen Stählen, Edelstahlflachprodukte, Elektroband, Titan- und Titanlegierungen,
Produkte des Geschäftsbereichs Trading:
Export von Stahlerzeugnissen, NE-Metallen, Rohren, Flachprodukten aus nicht rostenden, säure- und hitzebeständigen Stählen,
NE-Metallhalbzeug-Handel,
insbesondere Anlagentechnik, Bautechnik, Gleistechnik,
Transport- und Logistikleistungen, internationale Bulkreederei, Touristik,
Rohstoffe, IIa-Erzeugnisse, Recycling, Entsorgung, Montage.
Weitere Konzernunternehmen und Beteiligungen:
insbesondere Baumaschinen, Hydraulikbagger, Radlader, Betreuung und Verwaltung von Grundstücken und Gebäuden, Versicherungsvermittlung.

## Krupp Unternehmens- und Konzernstruktur
Während der Konzern als Familienunternehmen und entsprechend dem Zeitgeist Anfang des 20. Jahrhunderts zunächst zentral mit einem Familienmitglied an der Spitze strukturiert war, erforderte die zunehmende Diversifikation nach dem Zweiten Weltkrieg eine Abkehr von zentralen Entscheidungen an der Konzernspitze, um auf die Anforderungen, denen sich der Konzern auf den sehr unterschiedlichen Märkten gegenübersah, schnell und erfolgreich reagieren zu können. In der Zeit von 1980 bis 1983 wurde die Fried. Krupp GmbH deshalb zu einer reinen Management-Holding umstrukturiert und alle operativen Aktivitäten wurden in rechtlich selbständige Tochterunternehmen ausgegliedert.
Nach der Verschmelzung mit der Hoesch AG wurden In den Folgejahren die Aktivitäten des erweiterten Konzerns neu geordnet. Wesentliche Ziele dabei waren die Verstärkung von Kundennähe und Marktpräsenz, die Konzentration auf Kerngeschäftsfelder sowie die Nutzung der durch die Verschmelzung ermöglichten Synergien. Ergebnis waren die genannten sechs Geschäftsbereiche oder Sparten, denen jeweils weitere rechtlich selbständige Firmen zugeordnet waren, deren Geschäftsleitungen an die Spartenverantwortlichen berichteten. Im Geschäftsbericht 1997 wurden
- für den Geschäftsbereich Industries 33 rechtlich selbständige Unternehmen,
- für den Geschäftsbereich Anlagenbau 23 rechtlich selbständige Unternehmen,
- für den Geschäftsbereich Automotive 26 rechtlich selbständige Unternehmen,
- für den Geschäftsbereich Nirosta 10 rechtlich selbständige Unternehmen,
- für den Geschäftsbereich Trading 25 rechtlich selbständige Unternehmen
- und für den Geschäftsbereich weitere Konzernunternehmen und Beteiligungen 20 rechtlich selbständige Unternehmen,

also insgesamt 137 Firmen als „wesentliche“ Tochterunternehmen und Beteiligungen der Fried. Krupp AG Hoesch-Krupp aufgeführt. Rechtlich gesehen wurden die genannten Produkte also nicht mehr von der Fried. Krupp AG Hoesch-Krupp, sondern von ihren Tochterunternehmen hergestellt und angeboten, während die Aufgabe der Fried. Krupp AG Hoesch-Krupp darin bestand, den Konzern strategisch auszurichten und zu lenken. Wahrgenommen wurde diese Aufgabe vom fünfköpfigen Vorstand, der dabei von 16 Zentralbereichen unterstützt wurde.
Die vor der Fusion mit Thyssen erreichte Dezentralisierung und die Rolle der Fried. Krupp AG Hoesch-Krupp als Konzernleitung werden auch dadurch deutlich, dass von den insgesamt 57.938 Beschäftigten des Konzerns nur 332 in der Fried. Krupp AG Hoesch-Krupp beschäftigt waren (Stand 31. Dezember 1997).  Auf die einzelnen Sparten teilten sich die Beschäftigten folgendermaßen auf:
- Geschäftsbereich Industries: 19.344 Mitarbeiterinnen und Mitarbeiter,
- Geschäftsbereich Anlagenbau: 7.777 Mitarbeiterinnen und Mitarbeiter,
- Geschäftsbereich Automotive: 14.678 Mitarbeiterinnen und Mitarbeiter,
- Geschäftsbereich Nirosta: 10.710 Mitarbeiterinnen und Mitarbeiter,
- Geschäftsbereich Trading: 4.058 Mitarbeiterinnen und Mitarbeiter,
- Geschäftsbereich weitere Konzernunternehmen (inkl. der Konzernleitung): 1.371 Mitarbeiterinnen und Mitarbeiter.[34]